# Zelandomyia pygmaea
Zelandomyia pygmaea là một loài ruồi trong họ Limoniidae. Chúng phân bố ở miền Australasia.